# Ciudad Quezon
Ciudad Quezon (en tagalo: Lungsod Quezon; en inglés: Quezon City o QC), es la ciudad más poblada de la República de Filipinas, es el centro urbano más rico del país. Está a una distancia aproximada de 12 kilómetros al noreste de Manila, la capital del país, con la cual forma el mayor conglomerado urbano del país. La ciudad posee numerosos parques, alamedas y áreas comerciales. Fue capital de Filipinas durante el período 1948–1976. 
Se encuentra ubicada en la isla de Luzón. Ciudad Quezon es uno de los distritos/ciudades que componen la Gran Manila, la región metropolitana cabecera nacional. La ciudad toma su nombre de Manuel Luis Quezon, quien fundó la ciudad para sustituir a Manila como capital y que fuera presidente. 
No se debe confundir la ciudad con la provincia de Quezon ya que la ciudad no se encuentra en dicha provincia. Numerosas dependencias gubernamentales poseen su sede en esta ciudad, debido a que durante un tiempo fue cabecera del país. Por ejemplo, en Quezon está el Complejo del Batasang Pambansa, sede de la Cámara de Representantes de Filipinas, que es la cámara baja en el Congreso de Filipinas.

## Geografía
Ciudad Quezon es la mayor ciudad del área metropolitana del Gran Manila y de la isla de Luzón. Posee una superficie de aproximadamente 160 kilómetros cuadrados, lo que representa aproximadamente el 25 % del área del Gran Manila y contaba con una población de unos 2 680 000 habitantes en el año 2007. La ciudad se asienta en una meseta relativamente elevada en el extremo noreste de la metrópolis, entre las zonas bajas de Manila por el sureste, y el valle del río Marikina por el este. La zona sur es drenada por el río San Juan y sus tributarios hacia el río Pásig, mientras que por la zona norte corre el angosto río Tullahan.
Al sudoeste de Ciudad Quezon se encuentra la ciudad de Manila, al noroeste las ciudades de Caloocan y Valenzuela. Al sur las ciudades de San Juan, Mandaluyong, Mariquina (Marikina) y Pásig.

## División administrativa

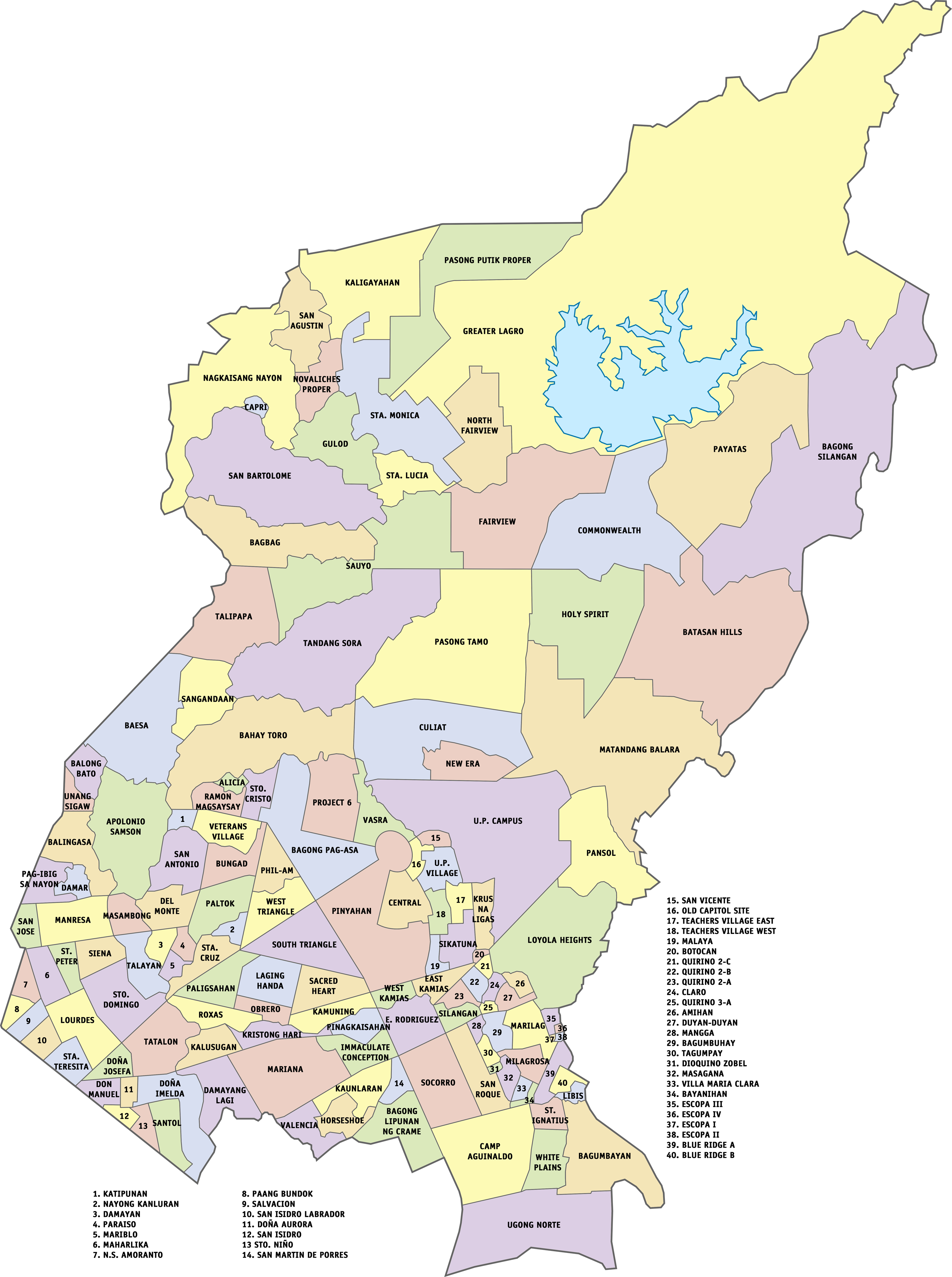
Mapa de distritos de Ciudad Quezon

Ciudad Quezon se divide administrativamente en 142 barangayes, los cuales están agrupados en cuatro distritos.

### Diliman
Diliman, situado en el centro de la ciudad meridional de Quezon, aloja numerosas oficinas gubernamentales y otro tipo de organismos, entre ellos el campus principal de la Universidad de Filipinas, Diliman. El Instituto de Tecnología de la Universidad de Extremo Oriente está situado en la zona central de Diliman, donde también se ubica el monumento a Quezon, donde reposan los restos del presidente Manuel L. Quezon. El monumento, recubierto en mármol, es la estructura más alta de esa parte de la ciudad.

### Commonwealth y Balara
El área de la Commonwealth es una zona residencial de clase media. Aunque también aloja una de las comunidades de pobres más grande del país, en las áreas de las colinas de Batasan (antes llamadas Constitution Hills). La avenida Commonwealth es la más ancha de Filipinas, ya que en algunas zonas posee 16 carriles. En el corazón de Commonwealth está el Batasang Pambansa (literalmente, el Centro Nacional Legislativo), donde se encuentra ubicada la Cámara de Representantes de Filipinas. Al sur de Commonwealth y al este de Diliman se encuentra la zona denominada Balara. La zona de las colinas de Capitol, las alturas de Ayala, y los estados de la ladera de Ayala son zonas residenciales de lujo. Adyacente a Ayala se encuentra el Capitol Golf.

### Tandang Sora
Se encuentra ubicado entre Commonwealth al sur y Fairview-Sauyo al norte. Su nombre hace honor a la dama de la revolución, Melchora Aquino o Tandang Sora, cuyos restos mortales están enterrados en un sitio conocido como Himlayang Pilipino. El área es sobre todo residencial. Una importante porción del distrito de Tandang Sora es Barangay Bahay Toro, donde se encuentra un sitio histórico de la revolución filipina conocido como el Pugad Lawin. Hay algunas instalaciones industriales especialmente cerca de la avenida de Mindanao. Aquí también se ubican, Culiat un distrito musulmán y el campus central de la Universidad Informática de AMA (AMA Computer University).

### Loyola
Loyola, al sureste de Diliman es la entrada a Ciudad Quezon. El campus principal de la universidad Ateneo de Manila está situado en las alturas de Loyola. En proximidades del Ateneo está el Colegio de Miriam. Las alturas de Loyola son un área residencial rica que abastece de estudiantes al Ateneo de Manila, a la Universidad de Filipinas y al Colegio de Miriam.

### Cubao
Cubao, al sur de Diliman es un área comercial importante. En su corazón está el Araneta Center, a lo largo de la EDSA (C-4) y del bulevar Aurora (R-6). Contiene un número de zonas comerciales que abastecen a los filipinos de la clase media, tales como el Ali Mall (nombrado por el legendario boxeador Muhammad Ali) y el Farmers Plaza. También se encuentran aquí grandes almacenes y centros al por menor, por ejemplo el Plaza Fair, Rustan's, Shopwise Supercenter y Makro. En el centro está el Coliseo Smart Araneta, a menudo llamado el Big Dome. Muchos conciertos, cruzadas religiosas, competiciones de lucha y juegos de baloncesto se llevan a cabo en este coliseo con capacidad para 50 000 espectadores. 
Al norte de Araneta City, a lo largo de la EDSA (C-4), hay numerosas estaciones de autobuses que conectan con el resto de Luzón así como con las Bisayas, especialmente Samar, Leyte e Iloílo. Es también el punto de intersección para dos de las líneas de ferrocarril de la ciudad (el EDSA MRT que corre en dirección norte-sur, y el LRT-2 que corre en dirección este-oeste).

### Libis
Situada en la esquina sudeste de Ciudad Quezon, Libis es una de las áreas comerciales desarrolladas recientemente. El centro de negocio de la ciudad de Eastwood fue puesto para arriba en el área. Vario la oficina y los rascacielos residenciales están parada en Eastwood. Mucho local ÉL y las firmas electrónicas de consumidor ahora están situados en Eastwood. Las barras y los restaurantes numerosos se han puesto encima desde el 2000 a lo largo de la avenida del Jr. del E. Rodríguez (C-5). Muchos de las cuales están los restaurantes al aire libre y las tiendas de café evocadoras de los bulevares de París, pero con una arquitectura moderna. Con esto, Libis se ha convertido rápidamente en una de las áreas más populares para la vida nocturna, similar a Malate y Ermita en otros distritos de Manila. Al oeste de Libis están muchas comunidades bloqueadas high-end como el Acropolis, el canto azul, el Greenmeadows, los llanos blancos, las colinas Corinthian, y los jardines Corinthian. El oeste adicional es campo Aguinaldo y campo Crame. El campo Aguinaldo es la jefatura de las Fuerzas Armadas de Filipinas mientras que el campo Crame es la jefatura de la Policía Nacional Filipina. Está situado en Greenmeadows el Templo de Manila de la Iglesia de Jesucristo de los Santos de los Últimos Días (los mormones o el LDS). El templo de Manila fue dedicado el 25 de septiembre de 1984 como el 29º templo en funcionamiento, para servir a los más de un millón de mormones filipinos.

### Timog
La avenida de Tomás Morató es un área popular de esparcimiento. A lo largo de estas dos avenidas hay muchos restaurantes y cafeterías. Las discotecas, karaokes, los empalmes y las barras de la comedia proveen de patrón de apertura durante toda la noche. Acoge a muchos locales homosexuales, por ejemplo Chicos, Adonis y Gigolo, que son populares por su animada vida nocturna. En el triángulo del sur (el área limitada por la avenida Quezon (R-7), la avenida de Timog (avenida del sur) y EDSA) están situadas las oficinas centrales de ABS-CBN y GMA Network, las compañías de medios de TV en el país. La mayoría de la diversión filipina se produce aquí, y es también el hogar de muchas celebridades filipinas. La mayor parte de las calles en los alrededores fueron nombradas en honor de los 20 Boy Scouts muertos al estrellarse su avión en camino al 11.º Jamboree Scout Mundial. Un monumento está situado en el centro de una de las rotondas en la intersección de las avenidas de Timog y de Tomás Morató. Debido a esto, el área de Timog también se llama a menudo "área de los explorador". De hecho, uno del barangay s (unidad pequeña del gobierno local) en el área se llama "Laging Handa" (siempre listo), el lema del Escultismo de Filipinas.

### Novaliches
El distrito norteño se llama Novaliches y es sobre todo residencial. Su porción oriental está cubierta por la Reserva de la Cuenca de La Mesa (La Mesa Watershed Reservation). La represa de La Mesa abastece de agua la parte norte de Gran Manila. Adyacente a la cuenca está la Cuenca y Eco-Parque de La Mesa (La Mesa Watershed and Eco-Park), en donde se puede dar un paseo y disfrutar del único bosque de Gran Manila. También están situados en el parque los centros de convención, las áreas de la comida campestre, las piscinas, un orquidario y una gran laguna para la práctica del piragüismo. Fue también el sitio de las competiciones de remo en los juegos del MAR (el sureste asiático). Es común la práctica actual del remo. 
Se han construido recientemente en esta área centros comerciales tales como SM City Fairview, Fairview Terraces, SM City Novaliches, Robinsons Novaliches, etc.
Novaliches es sede de diversas instituciones educativas como FEU (Universidad de Extremo Oriente) – campus de Fairview de la Universidad de la computadora de NRMF, de AMA, Universidad Nacional de Negocios y Artes (NCBA), Universidad del SM de Robinsons de Montessori; escuelas secundarias (High Schools) como el Colegio de Santa Teresa de Ávila, la Academia del Sagrado Corazón de Novaliches, la Escuela de Nuestra Señora de Lourdes de Novaliches, el pequeño feliz centro de Montessori de los corazones, Escuela del Santo Niño de Novaliches y de muchos otras.
Varias PyMEs (empresas pequeñas-medias) también están creciendo en Novaliches, con las oficinas y los servicios ofreciendo cuidado médico, transferencia de dinero, desarrollo de software, compra y venta en línea y muchas otras. 
El nombre Novaliches vino probablemente del apelativo de un general español del gobernador, Marqués de Novaliches. La ciudad estaba una vez que parte de la provincia de Rizal antes de ser cedida a Ciudad Quezon en los años 40. Este distrito está entre el más grande de la ciudad, compartiendo límites con las dos secciones de la ciudad de Caloocan, ciudad de Valenzuela, San José del Monte City en Bulacan y Montalban, Rizal. La más vieja parte de la ciudad está en el centro de ciudad, conveniente nombrado Novaliches Bayan. Pero debido a crecimiento de la población la densidad de la gente ensanchó gradualmente alcanzar encima del borde del depósito del La Mesa del (Lagro y Fairview). 
En 1999, un plebiscito fue celebrado entre los votantes de Ciudad Quezon para determinar el cityhood de Novaliches. La creación propuesta de la “ciudad de Novaliches” habría dado lugar a la secesión de 15 barangayes de Ciudad Quezon. Al final del plebiscito, los votos que estaban contra la separación excedieron considerablemente en número a los que estaban a favor.

### Altos de Mesa
La zona de Altos de Mesa es habitada por familias de la clase media y de la clase media superior. Allí también se encuentran dos instituciones educativas de prestigio: la Universidad de Santa Teresa y la escuela Lourdes de Ciudad Quezon.

### San Francisco Del Monte
San Francisco del Monte fue fundada por un fraile español, llamado San Pedro Bautista, OFM el 17 de febrero de 1590. Durante la colonización española fue una ciudad independiente, pero hoy ha sido absorbida por Ciudad Quezon. Hoy es un distrito densamente poblado. Si bien contiene áreas residenciales tales como el barangay San Antonio, también aloja numerosas instalaciones industriales. Fue significado para ser un lugar para el retratamiento del Intramuros en Manila. El nombre Retiro de la calle (ahora llamado Sr de N.S. Amoranto. La avenida) vino del camino que conduce retreatants a un lugar de la soledad en la cima de una colina. 
La iglesia situada en San Francisco del Monte fue el primer edificio del área.

### Galas-Santol
El distrito de Galas-Santol está situado en su frontera sudoeste con la ciudad de Manila. La zona aloja chabolas en proximidades de la avenida de Araneta a las galas, mientras que al este de la avenida se encuentran zonas de residencia de lujo.

## Economía

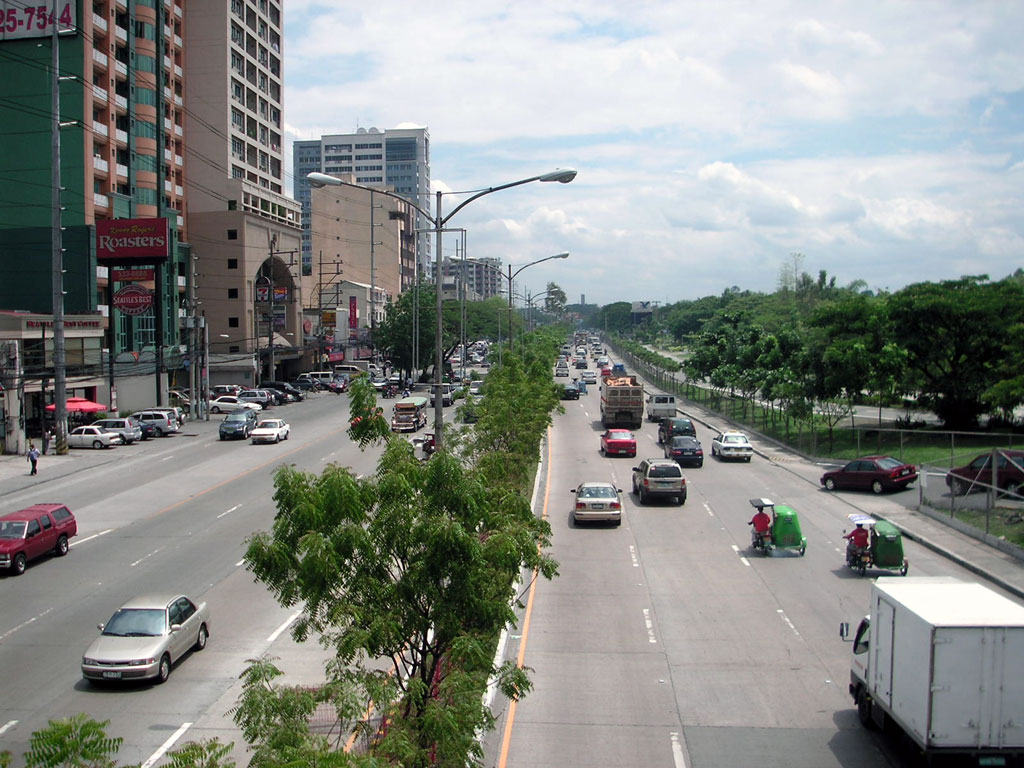
Avenida Katipunan, una de las mayores de Ciudad Quezon, próxima a la Universidad Ateneo de Manila.

El centro comercial en Ciudad Quezon se encuentra en Cubao, Araneta City, donde se puede encontrar diversos centros comerciales y la torre del Aurora. Hay una plaza de los granjeros y un mercado de los granjeros. El Fiesta Carnival es un parque de atracciones incluido cum el carnaval que está situado en el corazón del Centro Comercial de Cubao. También está allí el Smart Araneta Coliseum, un lugar para conciertos, así como acontecimientos deportivos. 
Ciudad Quezon es también sede de las emisoras de televisión más importantes. Las redes importantes de la televisión son: ABC que difunde asociado, ABS-CBN, GMA Network, NBN que difunde nacional, RPN e Intercontinental Broadcasting Corporation (IBC), todas basadas en Ciudad Quezon.
Ciudad Quezon también tiene una vibrante vida nocturna. La avenida de Tomás Morató se conoce como "fila del restaurante" donde uno puede encontrar una variedad de restaurantes que ofrecen desde alta cocina a comida rápida. Las barras y los cafés también alinean a Tomás Morató. La avenida del Oeste también tiene su propia versión de la "fila del restaurante", pero la diferencia es que los restaurantes de la avenida del Oeste vienen en racimos, mientras que Tomás Morató tiene restaurantes en casi el estiramiento entero. Y para el más aventurero, la avenida de Quezon, la avenida de Timog (sur) y la avenida del Oeste se alinean con las discotecas y otros empalmes que beben.  

## Educación

### Universidades
Las ciudades universitarias de las principales universidades filipinas como la Universidad Ateneo de Manila y la Universidad de Filipinas también están situadas en Ciudad Quezon.
La ciudad aloja varias destacadas instituciones educativas de Filipinas. Dos muy reconocidas son la Universidad Ateneo de Manila y la Universidad de Filipinas-Diliman. También contiene algunas de las mejores escuelas médicas de las Filipinas.

## Otras instituciones
Ciudad Quezon es la antigua capital de las Filipinas, tanto filipino del comandante hospitalidad TV, música, y películas se producen aquí. El comandante las redes de la TV en las Filipinas tiene sus estaciones principales en Ciudad Quezon. En 1984, la Iglesia de Jesucristo de los Santos de los Últimos Días construyó aquí el escénico Templo de Manila debido al gran número de miembros de dicha fe que hay en la región. Iglesia ni Cristo instalado en Ciudad Quezon sus jefaturas en la Avenida de la Mancomunidad Filipina, nueva era barangay: centro de operaciones así como un templo grande. Sin embargo, la mayoría de la población es católica.

## Transporte
Dos sistemas de carril ligero elevados funcionan a través de Ciudad Quezon: 
1. MRT 2 - en el Aurora Blvd (R-6) Santolan que conecta (ciudad de Pásig) y avenida del Claro M. Recto del (Manila).
2. MRT 3 - en EDSA (C-4) de la avenida de Taft (R-2 en la ciudad de Pasay) hasta la avenida del Norte.

Un sistema de tránsito elevado del carril será construido en los años próximos. Comenzará cerca de la avenida del Recto del Claro M. (C-1) en Manila que da vuelta al bulevar de España (R-7) y Ciudad Quezon que entra cortando con el estiramiento entero de la avenida de Quezon (R-7) y la avenida Commonwealth (R-7) y las vueltas otra vez en la carretera de Regalado (R-7), haciendo su parada final en Almar Zabarte en la ciudad de Caloocán. 
El transporte público dentro de la ciudad, como en la mayor parte de las áreas urbanas en las Filipinas, consiste sobre todo en medios baratos como los jeepneys y los autobuses. Los triciclos proporcionan acceso a áreas más rurales o más aisladas, mientras que los taxis son utilizados por la clase media superior para cualquier tipo de recorrido.

## Gobierno
Al igual que otras ciudades filipinas, Ciudad Quezon es gobernada por un alcalde y un vicealcalde elegidos por un periodo de tres años. El alcalde es la cabeza ejecutiva ejecutando las ordenanzas de la ciudad y asegurando la provisión de los servicios públicos. El vicealcalde dirige un consejo legislativo de 10 miembros. El consejo está encargado de crear las políticas de la ciudad. 
Por ser Ciudad Quezon parte de la región de Gran Manila, su alcalde forma parte del consejo metropolitano de Manila dirigido por la Autoridad del Desarrollo del Gran Manila (MMDA). Este consejo formula planes de desarrollo para mejorar las condiciones en la metrópoli. Ciudad Quezon se divide en 142 barangayes (las unidades administrativas más pequeñas del gobierno local). Los barangayes se agrupan en cuatro distritos del congreso en donde cada distrito es representado por un miembro del Congreso en el país Cámara de Representantes.

## Historia

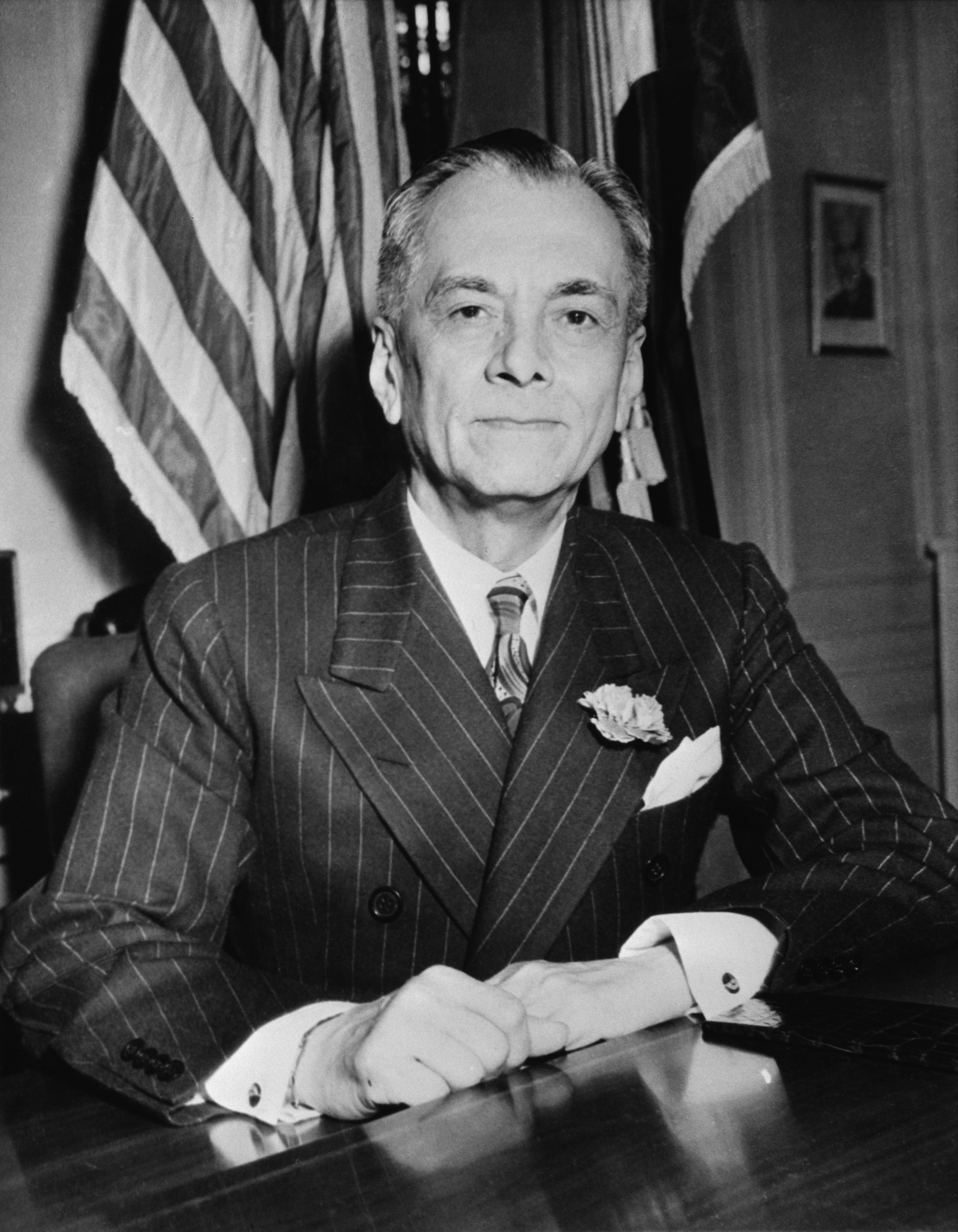
Presidente Manuel Luis Quezon.

Antes de que fuera creada Ciudad Quezon, la zona estaba ocupada por las ciudades de San Francisco del Monte, Novaliches y Balintawak. 
El 23 de agosto de 1896, Katipunan, sociedad secreta fundada por Andrés Bonifacio, declara una revolución contra España en la casa de Melchora Aquino en Pugad Lawin (ahora conocido como Bahay Toro, proyecto 8). A comienzos del 1900, el presidente Manuel L. Quezon comienza a soñar con una ciudad que se convirtiera la cabecera del futuro del país, substituyendo a Manila.
En 1938, el presidente Quezon creó la «Corporación de Viviendas del Pueblo» (People's Homesite Corp.) y compró 15,29 km² del estado extenso de Diliman a la familia de Tuason. La asamblea nacional de la Mancomunidad Filipina aprobó el acta 502 de la mancomunidad conocida como la «carta de Ciudad Quezon» propuso originalmente la ciudad de Balintawak, los asambleístas Narciso Ramos (padre del presidente Fidel Ramos y Valdez) y Ramón Mitra (padre del locutor Ramón Mitra, Jr.) cabildeó con éxito a asamblea para nombrar la ciudad después del presidente del titular. El presidente Quezon permitió que la cuenta caducara en ley sin su firma el 12 de octubre de 1939, estableciendo así Ciudad Quezon. 
Después de la guerra, fue firmada por el presidente Elpidio Quirino el acta de la república No. 333, el 17 de julio de 1948, que modificaba la linde entre Caloocan y Ciudad Quezon, declarando que esta última es la capital de la república. El 16 de junio de 1950, la carta de la ciudad fue revisada por la Republic Act No. 537, ampliando los límites de ciudad a su área actual de 153.59 km². Baesa, Talipapa, San Bartolomé, Pasong Tamo, Novaliches Población, Banlat, Kabuyao, Pugad Lawin, Bagbag, Pasong Putik del viejo municipio de Novaliches fueron cedidos a Ciudad Quezon. El resto del municipio cede a Caloocan Caloocan del norte así que se convierte. 
En octubre de 1975, Ciudad Quezon fue la sede real de «The Thrilla in Manila», la pelea de boxeo entre Muhammad Ali y Joe Frazier. 
En 7 de noviembre de 1975 la promulgación del decreto presidencial No. 824 del presidente Ferdinand Marcos establece la región de Gran Manila (Metro Manila). Ciudad Quezon se convirtió en una de los 17 ciudades y municipios de Metro Manila. Al año siguiente, el decreto presidencial No. 940 del 24 de junio de 1976 transfirió de nuevo la capital a Manila. 
El 31 de marzo de 1978, el presidente Ferdinand Marcos dispuso el traslado de los restos del presidente Quezon del cementerio del norte de Manila al Monumento Conmemorativo de Quezon erigido dentro de la Vía Elíptica (Elliptical Road). El 22 de febrero de 1986, la porción de Ciudad Quezon de la avenida Epifanio de los Santos se convirtió en el lugar de la incruenta Revolución del Poder del Pueblo (People Power Revolution) que derribó a Marcos. 
En 23 de febrero de 1998, el acta de la república No. 8535 fue firmada por el presidente Fidel Ramos y Valdez. El acta establecía la creación de la Ciudad de Novaliches con los 15 barangayes situados más al norte de Ciudad Quezon. Sin embargo, en el siguiente plebiscito del 23 de octubre de 1999, una mayoría abrumadora de residentes de Ciudad Quezon rechazó la secesión de Novaliches. 
Ciudad Quezon es el primer gobierno local en Filipinas con un sistema automatizado de tasación de propiedades inmobiliarias y pagos. El gobierno de la ciudad desarrolló en 2015 un sistema de base de datos que ahora contiene alrededor de 400 000 unidades inmobiliarias, con capacidad para registrar pagos.

## Alcaldes
El presidente Manuel L. Quezon fue alcalde durante el período del 12 de octubre al 4 de noviembre de 1939, hasta que finalice la dimisión de otra posición de su persona asignada prevista, Tomás B. Morato. Puesto que una poder del presidente, bajo práctica filipina del gobierno, listas múltiples del considerar inferiores a la posición de presidente, Quezon tomó la posición de alcalde en una capacidad concurrente. Sin embargo, no es correcto considerarlo como el primer alcalde, pues no enumeran a un presidente que sostiene un concurrente, más bajo, posición en la lista de los titulares para esas oficinas. 

## Ciudades hermanas
- Caracas, Venezuela
- Chiba, Japón
- Daly City, Estados Unidos
- Kenosha, Estados Unidos
- New Westminster, Canadá
- Salt Lake City, Estados Unidos
- Taipéi, Taiwán
- San José del Monte, Filipinas
- General Santos, Filipinas
- Iloílo, Filipinas
- Santa Cruz de la Sierra, Bolivia
- Barcelona, España
- Cúcuta, Colombia